# Cantón de Vimy
El cantón de Vimy era una división administrativa francesa, que estaba situada en el departamento de Paso de Calais y la región de Norte-Paso de Calais.

## Composición
El cantón estaba formado por veinte comunas:
- Ablain-Saint-Nazaire
- Acheville
- Arleux-en-Gohelle
- Bailleul-Sir-Berthoult
- Bois-Bernard
- Carency
- Farbus
- Fresnoy-en-Gohelle
- Gavrelle
- Givenchy-en-Gohelle
- Izel-lès-Équerchin
- Neuville-Saint-Vaast
- Neuvireuil
- Oppy
- Quiéry-la-Motte
- Souchez
- Thélus
- Villers-au-Bois
- Vimy
- Willerval

## Supresión del cantón de Vimy
En aplicación del Decreto nº 2014-233 de 24 de febrero de 2014, el cantón de Vimy fue suprimido el 22 de marzo de 2015 y sus 20 comunas pasaron a formar parte; seis del nuevo cantón de Brebières, cinco del nuevo cantón de Arras-2, cuatro del nuevo cantón de Bully-les-Mines, dos del nuevo cantón deLiévin, una del nuevo cantón de Arras-1, una del nuevo cantón de Avion y una del nuevo cantón de Harnes.